# Preliminares de La Haya

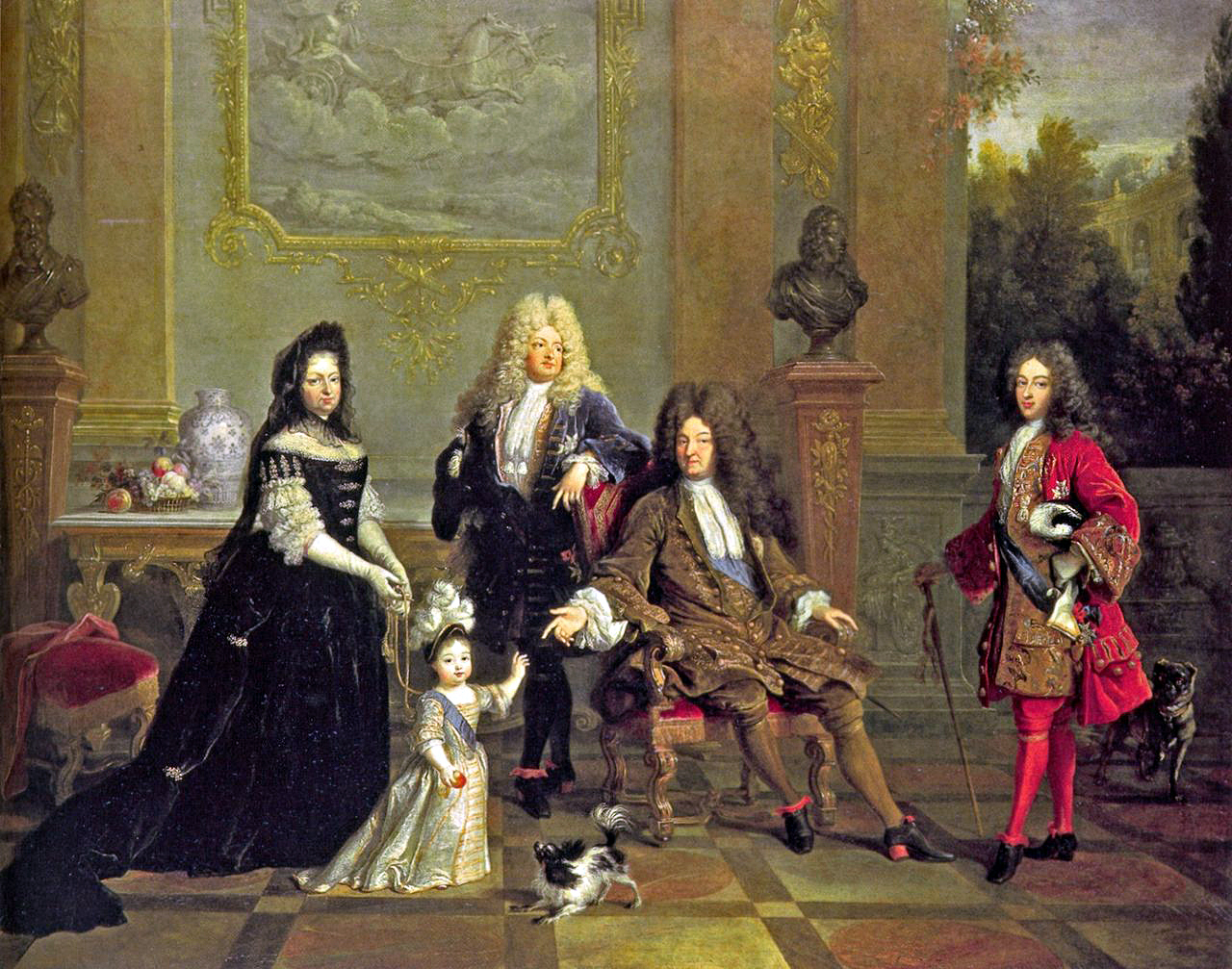
Luis XIV y sus herederos (hacia 1710). De izquierda a derecha: Luis, duque de Bretaña, vestido con falda; el Gran Delfín, hijo de Luis XIV; Luis XIV, sentado; Luis duque de Borgoña, hijo del Gran Delfín y padre del duque de Bretaña.

Los preliminares de La Haya fue un documento redactado a principios de 1709 en La Haya entre los representantes del rey de Francia Luis XIV y los de la Gran Alianza que supuso el primer intento de poner fin a la Guerra de Sucesión Española que se había iniciado en 1701. La iniciativa partió de Luis XIV deseoso de lograr la paz a causa de las últimas derrotas que había sufrido su ejército y sobre todo porque Francia estaba atravesando una grave crisis económica y financiera que hacían muy difícil que pudiera continuar combatiendo. Finalmente el acuerdo de 42 puntos fue rechazado por el propio Luis XIV porque imponía una condiciones que consideraba humillantes —debía ayudar a desalojar del trono de la Monarquía de España a su nieto Felipe de Borbón, duque de Anjou, que había sido nombrado sucesor por el rey Carlos II un mes antes de morir en noviembre de 1700— y por el emperador José I de Austria porque a pesar de que se reconocía a su hermano el Archiduque Carlos como rey de España con el título de Carlos III, creía que se habían podido obtener más concesiones por parte de Luis XIV, quien en opinión de sus consejeros era incapaz de continuar la guerra. A principios de 1710 hubo un nuevo intento de alcanzar un acuerdo en las conversaciones de Geertruidenberg pero también fracasaron. Lo que conduciría al Tratado de Utrecht que puso fin a la Guerra de Sucesión Española fueron las negociaciones secretas que inició poco después Luis XIV con el gobierno británico, a espaldas de Felipe V, como en las dos ocasiones anteriores.

## La crisis de 1709 de la Monarquía de Francia
A las derrotas militares del año anterior, se sumaron en 1709 una grave crisis de subsistencias y una aún más grave crisis financiera. La primera estuvo provocada por los catastróficos efectos de Le grand hiver ('El gran invierno') que heló las cosechas de cereales por lo que se propagó el hambre que causó una gran mortalidad y se produjeron numerosas revueltas populares —un funcionario real comentó que no pasaba una semana sin que hubiera alguna «sedición»—. La crisis financiera se produjo como consecuencia de que los gastos de la guerra habían provocado un grave déficit en la hacienda real que se había ido sufragando recurriendo al préstamo mediante unos billets de monnaie cuyo valor se depreció tanto que hundió a los banqueros que los detentaban. Este "crunch" financiero —que arrastraría Francia a lo largo de todo el siglo XVIII— dejó a Luis XIV sin la posibilidad de recurrir a nuevos préstamos y por tanto sin recursos para continuar la guerra.
En la reunión del consejo que debatió el asunto de la crisis Luis XIV, con lágrimas en los ojos según las crónicas, pidió a los aliados negociar. En abril de 1709 Luis XIV escribía a Michael-Jean Amelot, su embajador en la corte de Felipe V:

Ha llegado un momento en que es preciso terminar la guerra al precio que sea; he loado el coraje y la resolución del rey de España, pero él debe consultar las reglas de la prudencia y quizás le harán ver que es más razonable conservar una parte de sus estados que perderlos enteramente por una resistencia mal empleada.

## Los preliminares de paz de La Haya

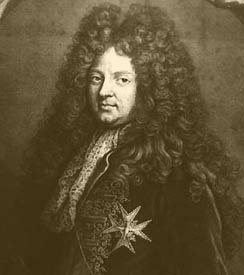
Jean-Baptiste Colbert de Torcy. Grabado de Hyacinthe Rigaud.

Luis XIV envió a su ministro de Estado, el marqués de Torcy, para que negociara en La Haya, en las Provincias Unidas —uno de los miembros de la Gran Alianza— con los representantes del emperador José I, el príncipe Eugenio de Saboya y el conde de Sinzendorf. El resultado de las mismas fueron los "Preliminares de paz de la Haya", un documento que constaba de 42 artículos.
En el artículo III de los Preliminares se atribuía la Monarquía de España a Carlos III y en el IV se decía que Felipe V debía abandonar el trono en un plazo de dos meses, y si no lo hacía Luis XIV se uniría a los aliados para obligarlo a abandonar:

III
Primeramente, en consideracion, y en consequencia de la dicha buena Paz, y reunion sincera de todas partes, el Rey Christianissimo [Luis XIV] reconocerá desde aora, como tambien en los Tratados de Paz que se han de hazer al Rey Carlos III por Rey de España, de las Indias, de Nápoles , y de Sicilia , y generalmente de todos los Estados dependientes, y comprehendidos baxo el nombre de la Monarquía de España, en qualquier parte del mundo que estén situados, excepto de lo que deve darse á la Corona de Portugal, y al Duque de Saboya, segun los Tratados hechos entre los Altos Aliados, y de la Barrera, que el dicho Rey Carlos deve hazer tener à los dichos Señores Estados Generales de las Provincias Unidas, en los Países Baxos, segun, el tenor de la Grande Aliança del año 1701 y dé lo que abaxo se dirà del Alto Quartel de Gueldres, y de las convenciones, que se hará con el dicho Rey Carlos III sin exceptuar nada mas en la forma, y con todos los derechos, que el difunto Rey de España Carlos II la posseyò , ó devió posseer, tanto por si, como por sus descendientes, herederos, y sucessores según la disposicion Testamentaria de Felipe IV y los pactos establecidos, y recibidos en la Serernissima Casa de Austria

### Las reacciones a los Preliminares
A pesar de la angustiosa situación militar y financiera en la que se encontraba, Luis XIV rechazó firmar los Preliminares por considerarlos humillantes y acusó de intransigencia a los aliados. El 3 de junio de 1709 escribía, "entre perplejo e indignado" que las concesiones que había hecho «sobrepasaban infinitamente las esperanzas que mis enemigos debían concebir razonablemente al iniciarse la guerra»:

He ofrecido retirar mis tropas de España y que consentiría la cesión que el rey mi nieto haría de la monarquía y de las Indias, reteniendo a cambio de su partida los reinos de Nápoles y Sicilia. He añadido a esas ofertas un gran número de mis plazas, que los holandeses me pedían en los Países Bajos bajo el nombre de barrera necesaria, según ellos, para la seguridad de sus estados. Les he concedido todas las ventajas que me han pedido para el comercio. He consentido todas las pretensiones de los ingleses contenidas en las últimas instrucciones del parlamento de Inglaterra, incluida la demolición de Dunkerque así como completar el puerto de aquella ciudad. He acordado, finalmente al Imperio, Estrasburgo, fortificada para que sea restablecida como ciudad libre imperial. Juzgad, a partir de tales ofertas hasta qué extremo consideraba necesaria la paz en mi reino

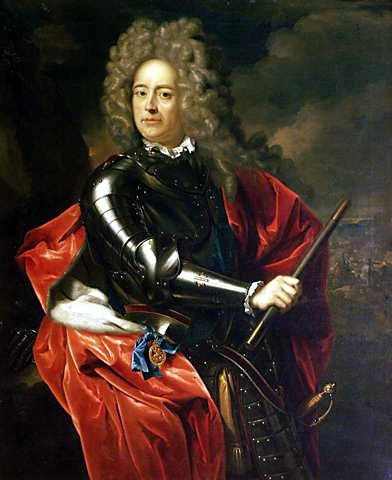
John Churchill, I Duque de Marlborough (Óleo por Adriaen van der Werff).

Como Luis XIV había previsto, Felipe V no estaba dispuesto a abandonar voluntariamente el trono de España y así se lo comunicó su embajador Amelot que había intentando convencer al rey de que se contentase con algunos territorios para evitar la pérdida de la monarquía entera. Pero a pesar de todo Luis XIV ordenó a sus tropas que abandonaran España, menos 25 batallones, porque como él mismo dijo «he rechazado la proposición odiosa de contribuir a desposeerlo [a Felipe V] de su reino; pero si continúo dándole los medios para mantenerse en él, hago la paz imposible». "La conclusión a la que llegó [Luis XIV] era severa para Felipe V: era imposible que la guerra finalizara mientras él siguiera en el trono de España", afirma Joaquim Albareda.
La retirada de las tropas de España le permitió a Luis XIV concentrarse en la defensa de las fronteras de su reino amenazado por el norte a causa del avance de los aliados en los Países Bajos Españoles. Y para ello puso toda su confianza en el mariscal Villars que se enfrentó el 11 de septiembre de 1709 a las tropas aliadas al mando del duque de Marlborough en la batalla de Malplaquet. Aunque los aliados se impusieron tuvieron muchas más bajas que los franceses por lo que éstos la consideraron una «gloriosa derrota», que les permitió resistir el avance aliado. Sin embargo, no pudieron impedir que Marlborough tomara el 23 de octubre Mons y se hiciera con el control completo de los Países Bajos españoles, salvo Namur y el Ducado de Luxemburgo.
Como explicó el marqués de Torcy cuando comunicó a los aliados la negativa de Luis XIV a firmar los preliminares, «preveo que habrá que esperar otro momento para una paz tan deseada y necesaria para toda Europa».